# Circonscription de Hirna
La circonscription de Hirna est une des 177 circonscriptions législatives de l'État fédéré Oromia, elle se situe dans la Zone Ouest Hararghe. Son représentant actuel est Awole Mohammed Adem.